# Liste des ministres sud-africains de l'Énergie et des Mines
Les ministres sud-africains de l'Énergie et des Mines sont compétents pour tous les sujets relatifs aux énergies et à l'exploitation minière.
Appelé initialement ministère des Mines (des exploitations minières) lors de la formation de l'Union de l'Afrique du Sud en 1910, il a pris le titre de ministère de l'Énergie et des Mines au début des années 1980.
En 2009, lors de la formation du gouvernement Zuma, le département de l'énergie et des mines a été scindé en deux entités, donnant naissance aux ministères de l'énergie et à celui des ressources minières. Le 30 mai 2019, les deux ministères ont été réunifiés dans le second gouvernement Ramaphosa. 
Le département ministériel de l'énergie est situé au 75 Meintjies Street, quartier de Sunnyside à Pretoria.

## Liste des ministres sud-africains de l'énergie et des mines jusqu'en 2009
| #   | Nom du ministre                  |  | Nom du Ministère                                        | période                                            | parti             |
| --- | -------------------------------- |  | ------------------------------------------------------- | -------------------------------------------------- | ----------------- |
| 1.  | Jan Smuts                        |  | Ministre des Mines                                      | 31 mai 1910 - 1er février 1912                     | SAP               |
| 2.  | François Stephanus Malan         |  | Ministre des Mines Ministre des Mines et de l'Industrie | 1er février 1912 - 20 décembre 1912 - 30 juin 1924 | SAP               |
| 3.  | Frederick William Beyers         |  | Ministre des Mines et de l'Industrie                    | 30 juin 1924 - 30 août 1929                        | NP                |
| 4.  | Adriaan Paulus Johannes Fourie   |  | Ministre des Mines et de l'Industrie                    | 30 août 1929 - 31 mars 1933                        | NP                |
| 5.  | Patrick Duncan                   |  | Ministre des Mines                                      | 31 mars 1933 - 4 décembre 1936                     | SAP/UP            |
| 6.  | Jan Hendrik Hofmeyr              |  | Ministre des Mines                                      | 4 décembre 1936 - 7 octobre 1938                   | UP                |
| 7.  | Jan Smuts                        |  | Ministre des Mines                                      | 7 octobre 1938-8 novembre 1938                     | UP                |
| 8.  | Deneys Reitz                     |  | Ministre des Mines                                      | 8 novembre 1938 - 6 septembre 1939                 | UP                |
| 9.  | Charles Stallard                 |  | Ministre des Mines                                      | 6 septembre 1939 - décembre 1945                   | Parti du Dominion |
| 10. | Sidney Frank Waterson            |  | Ministre des Mines                                      | décembre 1945 - 16 janvier 1948                    | UP                |
| 11. | Jan Hendrik Hofmeyr              |  | Ministre des Mines                                      | 16 janvier 1948 - 4 juin 1948                      | UP                |
| 12. | Eric Louw                        |  | Ministre des Mines                                      | 4 juin 1948 - 27 août 1949                         | NP                |
| 13. | Theophilus Donges                |  | Ministre des Mines                                      | 27 août 1949 - 19 octobre 1950                     | NP                |
| 14. | Johannes Hendrikus Viljoen       |  | Ministre des Mines                                      | 19 octobre 1950 - 8 septembre 1953                 | NP                |
| 15. | Albertus Johannes Roux van Rhijn |  | Ministre des Mines                                      | 8 septembre 1953 - 23 octobre 1958                 | NP                |
| 16. | Jan de Klerk                     |  | Ministre des Mines                                      | 1958 - 1961                                        | NP                |
| 17. | Nicolaas Johannes Diederichs     |  | Ministre des Mines                                      | 1961-1964                                          | NP                |
| 18. | Jan Haak                         |  | Ministre des Mines                                      | 1964 - 1967                                        | NP                |
| 19. | Carel de Wet                     |  | Ministre des Mines                                      | 1967 - 1972                                        | NP                |
| 20. | Piet Koornhof                    |  | Ministre des Mines                                      | 1972 - 1976                                        | NP                |
| 21. | Fanie Botha                      |  | Ministre des Mines                                      | 1976 - 1979                                        | NP                |
| 22. | Frederik de Klerk Chris Heunis   |  | Ministre des Mines Ministre de l'Énergie                | février-juin 1979                                  | NP                |
| 23. | Frederik de Klerk                |  | Ministre des Mines et de l'Énergie                      | 1979-1982                                          | NP                |
| 24. | Pietie du Plessis                |  | Ministre des Mines et de l'Énergie                      | 1982-1983                                          | NP                |
| 25. | Daniel Steyn                     |  | Ministre des Mines et de l'Énergie                      | 1983-1989                                          | NP                |
| 26. | Dawie de Villiers                |  | Ministre des Mines et de l'Énergie                      | 1989-1991                                          | NP                |
| 27. | George Bartlett                  |  | Ministre des Mines et de l'Énergie                      | 1991-1994                                          | NP                |
| 28. | Pik Botha                        |  | Ministre des Mines et de l'Énergie                      | 1994-1996                                          | NP                |
| 29. | Penuell Maduna                   |  | Ministre des Mines et de l'Énergie                      | 1996-1999                                          | ANC               |
| 30. | Phumzile Mlambo-Ngcuka           |  | Ministre des Mines et de l'Énergie                      | 1999-2004                                          | ANC               |
| 31. | Lindiwe Hendricks                |  | Ministre des Mines et de l'Énergie                      | 2004-2006                                          | ANC               |
| 32. | Buyelwa Sonjica                  |  | Ministre des Mines et de l'Énergie                      | 2006-2009                                          | ANC               |

## Liste des ministres de l'énergie (2009-2019)
| #  | Nom du ministre          |  | période                           | parti |
| -- | ------------------------ |  | --------------------------------- | ----- |
| 1. | Dipuo Peters             |  | 11 mai 2009 - 8 juillet 2013      | ANC   |
| 2. | Benedict Martins         |  | 8 juillet 2013 - 25 mai 2014      | ANC   |
| 3. | Tina Joemat-Pettersson   |  | 25 mai 2014 - 31 mars 2017        | ANC   |
| 4. | Mmamoloko Kubayi-Ngubane |  | 31 mars - 17 octobre 2017         | ANC   |
| 5. | David Mahlobo            |  | 17 octobre 2017 - 26 février 2018 | ANC   |
| 6. | Jeff Radebe              |  | 26 février 2018 - 30 mai 2019     | ANC   |

## Liste des ministres des ressources minières (2009-2019)
| #  | Nom du ministre   |  | période                             | parti |
| -- | ----------------- |  | ----------------------------------- | ----- |
| 1. | Susan Shabangu    |  | mai 2009 - mai 2014                 | ANC   |
| 2. | Ngoako Ramathlodi |  | mai 2014 - septembre 2015           | ANC   |
| 3. | Mosebenzi Zwane   |  | 23 septembre 2015 - 28 février 2018 | ANC   |
| 4. | Gwede Mantashe    |  | 28 février 2018 - 30 mai 2019       | ANC   |

## Liste des ministres de l'énergie et des ressources minières (depuis le 30 mai 2019)
| #  | Nom du ministre |  | période               | parti |
| -- | --------------- |  | --------------------- | ----- |
| 1. | Gwede Mantashe  |  | depuis le 30 mai 2019 | ANC   |